# بني حمزة (كحلان عفار)

تعديل مصدري - تعديل

بني حمزة هي إحدى قرى عزلة الدقيمي بمديرية كحلان عفار التابعة لمحافظة حجة، بلغ تعداد سكانها 17 نسمة حسب تعداد اليمن لعام 2004.